# 47 Ursae Majoris b
47 Ursae Majoris b, designado propiamente como Taphao Thong por la IAU, es un planeta extrasolar que orbita alrededor de una estrella similar al Sol: 47 Ursae Majoris. Posee un período orbital relativamente largo y una órbita casi circular. Dentro de su sistema, es el planeta más cercano a su estrella que se conoce. 47 Ursae Majoris b fue descubierto en 1996 y posee una masa de al menos 2,60 veces la de Júpiter.

## Descubrimiento
Como la mayoría de los planetas extrasolares conocidos, Taphao Thong fue descubierto mediante la detección de cambios en la velocidad radial de su estrella. Estas variaciones se atribuyen a la presencia de un planeta, cuya gravedad actúa sobre la estrella provocando que gire alrededor del centro de masas común del sistema. Los cambios de velocidad de 47 Ursae Majoris se infirieron a partir de la observación de modificaciones en sus líneas espectrales, producidas por el efecto Doppler.
51 Pegasi b fue el primer planeta extrasolar con órbita alrededor de una estrella similar al sol en ser descubierto. Motivados por dicho hallazgo, los astrónomos Geoffrey Marcy y R. Paul Butler buscaron signos de planetas extrasolares en sus datos experimentales. Pronto encontraron dos: 47 Ursae Majoris b y 70 Virginis b. El descubrimiento de 47 Ursae Majoris b fue anunciado en 1996.

## Órbita y masa
Taphao Thong orbita a una distancia de 2,11 UA de su estrella e invierte 1083 días en completar una revolución orbital. Fue el primer planeta con órbita en torno a una estrella de la secuencia principal en ser descubierto. Al contrario que la mayoría de los planetas extrasolares de largo período conocidos, la excentricidad de su órbita es baja.
El planeta posee una resonancia orbital de 1:7 respecto de su par más alejado de la estrella: 47 Ursae Majoris c. La relación de masas entre los dos planetas es de 5:2, similar a la existente en nuestro sistema solar entre Júpiter y Saturno.
El método de velocidad radial, utilizado en la detección de 47 Ursae Majoris b, tiene una limitación importante: solamente puede proporcionar una cota inferior de la masa del planeta. Medidas astrométricas preliminares sugieren que la órbita del planeta posee una inclinación de 63,1° con respecto al plano del cielo. Si esto se confirmase implicaría que la verdadera masa del planeta se encontraría cercana a 2,9 veces la de Júpiter. De cualquier manera, la masa no puede ser mucho más grande que el límite inferior o el sistema se tornaría inestable.
Se estima que el diámetro de este planeta se encuentra entre unas 0,9 y 1,2 veces el diámetro de Júpiter. Además, la gravedad en su superficie es de 6 a 8 veces la terrestre (compárese con las 2,57 de Júpiter). Finalmente, podría tener vientos mucho más activos y turbulentos que los que se encuentran presentes en Júpiter.

## Características

Sistema 47 Ursae Majoris en comparación con el Sistema Solar.

Dada la gran cantidad de masa del planeta, es probable que Taphao Thong sea un gigante gaseoso sin una superficie sólida. Como el planeta sólo ha sido detectado indirectamente, propiedades como su radio, la composición y la temperatura son desconocidas. Suponiendo que posea una composición similar a Júpiter y un entorno cercano al equilibrio químico, se espera que su atmósfera superior contenga nubes de vapor de agua, a diferencia de las nubes de amoníaco típicas de Júpiter.
Aunque Taphao Thong permanece fuera de la zona habitable de su estrella, su influencia gravitatoria podría perturbar la órbita de planetas ubicados sobre la parte externa de la zona habitable. Además, puede haber alterado la formación de planetas telúricos y reducido la distribución de agua hacia cualquier planeta de la zona interna del sistema. Por lo tanto, de existir planetas ubicados en la zona habitable de 47 Ursae Majoris serían más secos y pequeños.